# امانوئل پکورینو
امانوئل پکورینو (انگلیسی: Emanuele Pecorino؛ زادهٔ ۱۵ ژوئیهٔ ۲۰۰۱) بازیکن فوتبال است.